# Reuden (Calau)
Reuden, niedersorbisch Rudna, ist ein zum Ortsteil Saßleben gehörender bewohnter Gemeindeteil der Stadt Calau im nördlichen Teil des südbrandenburgischen Landkreises Oberspreewald-Lausitz. Bis zur Eingemeindung nach Saßleben am 1. Mai 1974 war Reuden eine eigenständige Gemeinde.

## Lage
Reuden liegt in der Niederlausitz östlich des Naturparks Niederlausitzer Landrücken.
Nordwestlich von Reuden liegt der Gemeindeteil Kalkwitz, im Norden der Ort Dubrau, der ein Gemeindeteil der Stadt Vetschau/Spreewald ist, sowie der Vetschauer Ortsteil Koßwig. Im Osten grenzt Reuden an die Orte Repten, Erlenau und Bolschwitz. Im Süden folgt Gahlen und weiter im Südosten die Stadt Calau. Westlich von Reuden befindet sich Saßleben.

## Geschichte

### Ortsgeschichte
Im Jahr 1975 wurde bei Reuden ein Gräberfeld entdeckt, das Tongefäße aus der Zeit um 1200 v. Chr. enthielt. Diese befinden sich heute im Heimatmuseum Calau.
Die erste Erwähnung des Dorfes erfolgte am 4. Januar 1447 als Rewden. Der Name leitet sich vom niedersorbischen Wort ruda für Raseneisenstein ab. Im Jahr 1448 wurde der Ort als Ruden und 1527 als Reuden genannt. Die sorbische Namensvariante Rudna wurde 1761 und 1843 erwähnt. Reuden und der nahegelegene Ort Plieskendorf wurden häufig gemeinsam erwähnt, beide Orte gehörten bis 1900 denselben Besitzern. Von 1447 bis 1649 war das Gut im Besitz der Familie Zabeltitz. Weitere Besitzer waren die Familie von Minckwitz und die Familie von Liszt. Im Jahr 1690 tauschte der Besitzer Adam Heinrich von Liszt das Gut Reuden mit Ernst Matthias von Borcke gegen das Gut Döberitz. Borcke lebte am sächsischen Dresden und ließ, inspiriert von der dortigen Bautätigkeit, das Gut barock ausbauen. So ließ er unter anderem die Gutskapelle neu gestalten.
Nach dem Prager Frieden von 1635 kam Reuden aus dem Markgraftum Niederlausitz in das Kurfürstentum Sachsen. Im Jahr 1708 lebten in Reuden fünf Büdner, ein Halbbauer und zehn Kossäten. 1718 hatten die Haushalte in Reuden zusammen eine Schatzung von 2950 Gulden an das Dorfpatronat abzugeben. 1723 lebten im Ort fünf Halbbauern, zehn Kossäten und zwei Häusler; 1755 hatte Reuden zusammen mit Plieskendorf 224 Einwohner. Im Ergebnis des Wiener Kongresses kam Reuden 1815 an das Königreich Preußen und gehörte zum Landkreis Calau in der Provinz Brandenburg. Das Rittergut Reuden wurde in dieser Zeit von Joaquim von Oriola erworben, einem portugiesischen Adligen und Diplomaten, der nach dem Wiener Kongress in Preußen eingebürgert wurde.
Für das Jahr 1818 waren für Reuden eine Schäferei und eine Windmühle verzeichnet, der Ort hatte damals 193 Einwohner. 1823 lebten in dem Dorf vier Bauern und dreizehn Kossäten. Bei der topografischen Erfassung 1864 kamen noch eine Ziegelei und eine Chausseegeldhebestelle hinzu. Zur Volkszählung vom 1. Dezember 1871 ermittelte man eine Einwohnerzahl von 263. Sorbischsprachige Einwohner hatte Reuden damals bereits keine mehr, rund zwanzig Jahre zuvor hatten noch knapp dreieinhalb Prozent der Einwohner Sorbischkenntnisse. Zur Jahrhundertwende hatte die Landgemeinde Reuden 119 und der Gutsbezirk 107 Einwohner. 1928 wurde der Gutsbezirk in die Landgemeinde eingegliedert. Vor dem Zweiten Weltkrieg hatte die Gemeinde Reuden 170 Einwohner.
Nach Kriegsende kam Reuden in die Sowjetische Besatzungszone und gehörte ab Oktober 1949 zur DDR. Seit dem 25. Juli 1952 gehörte Reuden zum neugegründeten Kreis Calau im Bezirk Cottbus. Am 1. Mai 1974 wurde die Gemeinde Reuden aufgelöst und nach Saßleben eingemeindet. Mitte der 1980er-Jahre lag Reuden im Bergbauschutzgebiet und war durch den geplanten Tagebau Calau-Nordost bedroht. Nach der Wiedervereinigung wurden die Pläne zur Öffnung des Tagebaufeldes wieder aufgegeben. Seit dem 6. Dezember 1993 gehört Reuden zum Landkreis Oberspreewald-Lausitz. Am 26. Oktober 2003 wurde Saßleben mit Reuden sowie mit den Gemeinden Mlode, Groß Mehßow, Kemmen, Bolschwitz und Werchow in Calau eingegliedert. Reuden gehört zum Kirchenkreis Niederlausitz.

### Einwohnerentwicklung
| Jahr | Einwohner | Jahr | Einwohner |
| ---- | --------- | ---- | --------- |
| 1875 | 234       | 1890 | 246       |
| 1910 | 206       | 1925 | 226       |
| 1933 | 192       | 1939 | 170       |
| 1946 | 252       | 1950 | 261       |
| 1964 | 200       | 1971 | 160       |

## Kultur und Sehenswürdigkeiten
Die Gutskapelle Reuden ist ein in der Region einmaliges barockes Bauwerk. Sie wurde 1729 eingeweiht. Borcke holte für den Bau Dresdner Bauleute nach Reuden. Leitende Dresdner Bauleute werden in dieser Zeit auch in den Kirchenbüchern als Paten Reudener Kinder genannt. Von 1997 bis 2003 wurde das Gebäude saniert, nachdem es zu DDR-Zeiten verfiel.
Die Kapelle gehört wie das Gutshaus zu den Baudenkmalen in Calau.

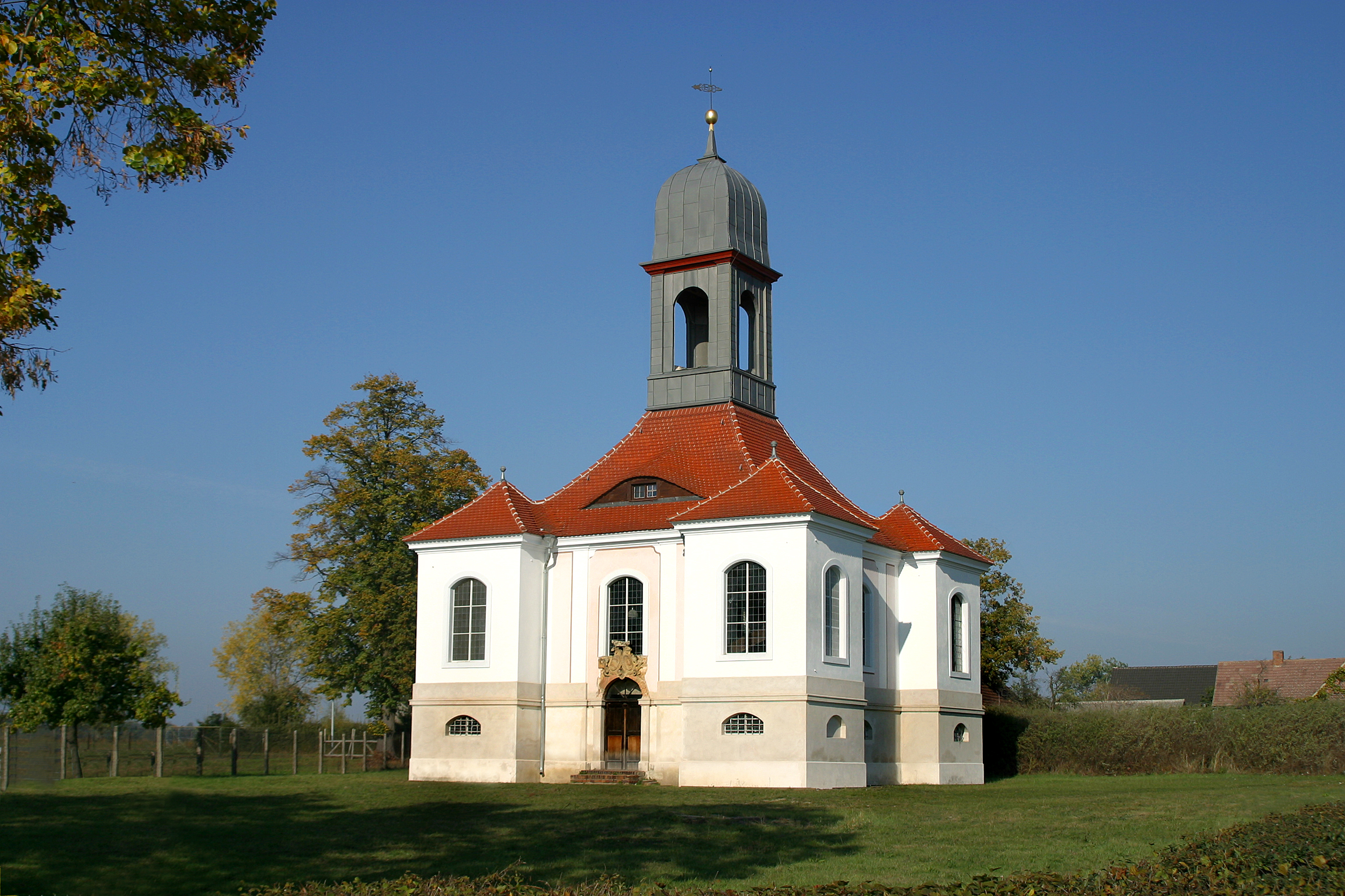
Gutskapelle Reuden
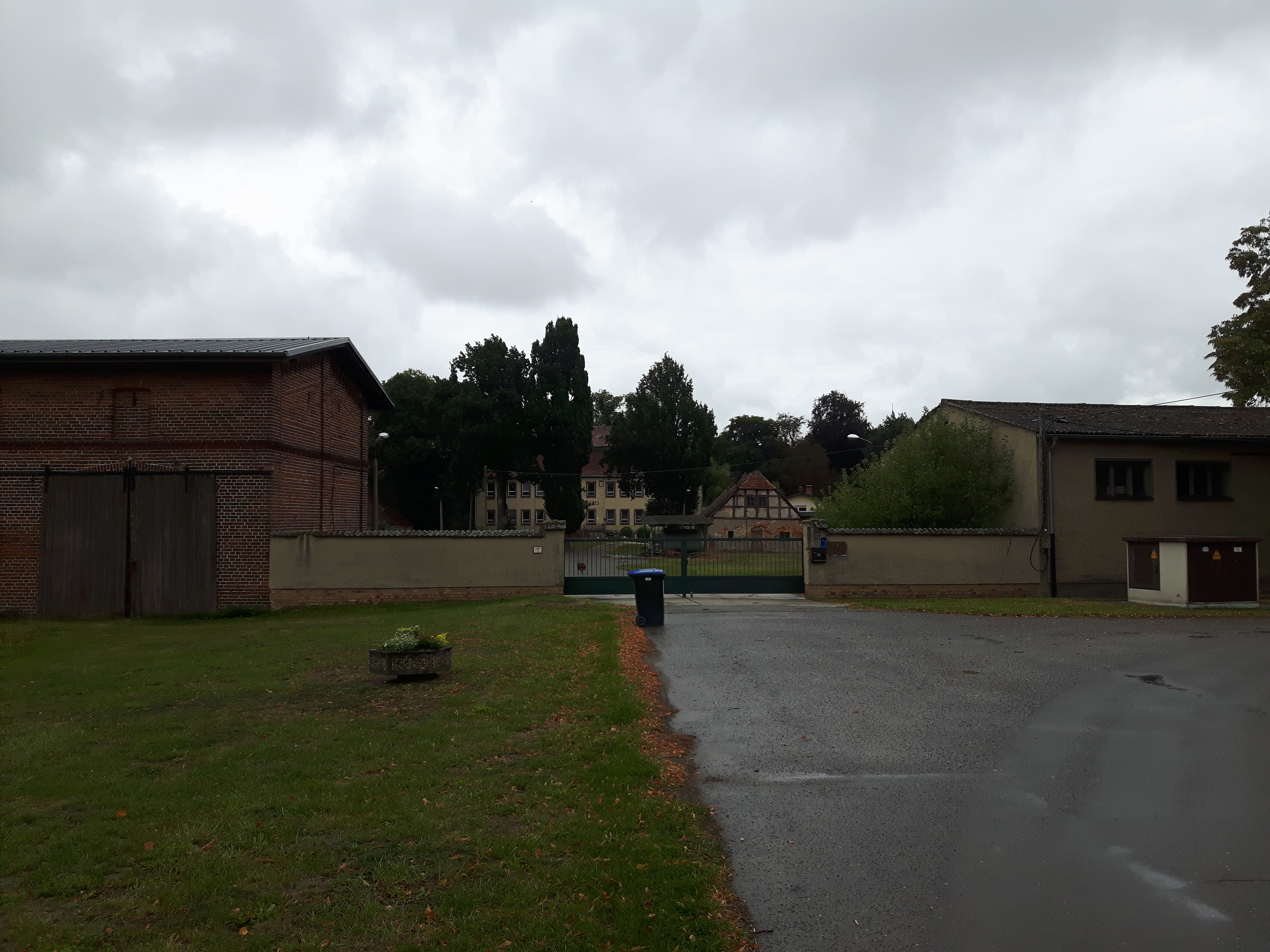
Gutshof Reuden (2019)
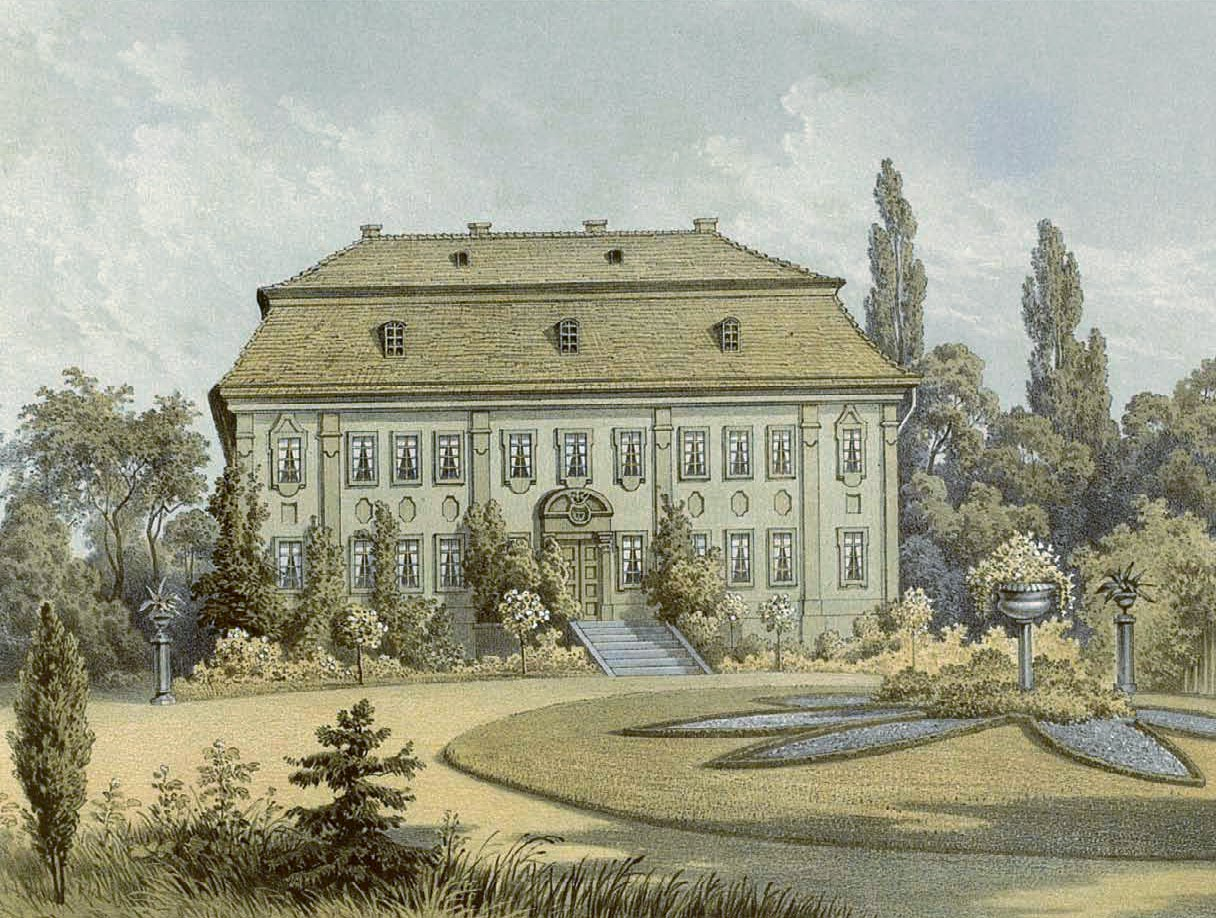
Rittergut Reuden um 1860, Sammlung Alexander Duncker

## Wirtschaft und Infrastruktur
Westlich des Ortes verläuft die Bundesautobahn 13 und nördlich die Bundesautobahn 15.
Seit 1920 werden im Ort Merinoschafe und Ostfriesen-Rindern gezüchtet.